# Spiraea baldshuanica
Spiraea baldshuanica är en rosväxtart som beskrevs av Boris Fedtjenko. Spiraea baldshuanica ingår i släktet spireor, och familjen rosväxter. Inga underarter finns listade i Catalogue of Life.